# ماجراجویی‌های جیمی نوترون: پسر نابغه
ماجراجویی‌های جیمی نوترون: پسر نابغه (به انگلیسی: The Adventures of Jimmy Neutron: Boy Genius) که اغلب به صورت کوتاه جیمی نوترون نامیده می‌شود، یک مجموعهٔ تلویزیونی رایانه‌ای آمریکایی است. سازندهٔ آن جان ای. دیویس است. این مجموعه در ۳ فصل از ۲۰ ژوئیهٔ ۲۰۰۲ تا ۲۱ ژوئیهٔ ۲۰۰۶ از شبکهٔ نیکلودین پخش شد. داستان این مجموعه دربارهٔ ماجراجویی‌های پسری نابغه به نام جیمی نوترون است. این مجموعه نامزد دریافت جایزه امی هم شده‌است.

## شخصیت‌ها
جیمز آیزاک «جیمی» نوترون: شخصیت اصلی این مجموعه تلویزیونی است. اسم وسط او از آیزاک نیوتون، فیزیکدان مشهور گرفته شده‌است. او پسری ۱۱ ساله با ضریب هوشی بسیار بالا و عاشق علم است. جیمی در ابتدای مجموعه ۱۰ ساله است اما در قسمت تولد هیپنوتیزمی ۱۱ ساله می‌شود. اختراعات او برای شهر رتروویل بیشتر باعث دردسر می‌شود چون در بیشتر قسمت‌ها فردی کم هوش از اختراعاتش استفاده اشتباه می‌کند اما جیمی هرگز از اختراع کردن دست برنمی دارد. بیشتر وقت‌ها او مشغول نجات شهر از آزمایش‌های خودش است که دچار اشتباه شده‌اند و به همین دلیل از طرف سیندی مورد تمسخر قرار می‌گیرد. جیمی یک ربات به شکل سگ به نام گادرد دارد که همیشه به او کمک می‌کند. بهترین دوستان او کارل و شین هستند. او در فیلم جیمی نوترون شلوارک آبی و کفش‌های قهوه‌ای به تن دارد اما در مجموعهٔ تلویزیونی ماجراهای جیمی نوترون، شلوار جین آبی و کفش‌های کتانی خاکستری دارد.
گادرد: سگ رباتی مورد اعتماد جیمی است که خودش آن را اختراع کرده‌است و بهترین دوست او به‌شمار می‌رود. گادرد می‌تواند به وسایل مفیدی مثل وسیله نقلیه تبدیل شود. او کارهای زیادی مثل اعلام ساعت، فیلمبرداری، پیشنهادهای معقول، کمک به اختراع و... انجام می‌دهد. یکی از این کارها «مرده بازی» است که او منفجر می‌شود و چند ثانیه بعد دوباره به‌طور خودکار بازسازی می‌شود. اسم گادرد از رابرت اچ. گادرد، پدر علم پرتاب موشک گرفته شده‌است.
هیوبرت بومانت «هیو» نوترون: پدر جیمی نوترون است. او مثل جیمی باهوش نیست اما خوش قلب، مهربان و عاشق خانواده‌اش است. علاقه زیادی به اردک و پای دارد. او در مالارد موتورز به عنوان فروشنده ماشین کار می‌کند.
جودیت «جودی» نوترون: مادر جیمی نوترون و همسر هیو نوترون است. او مهربان، منطقی، دوست داشتنی و عاشق خانواده‌اش است. او خانه دار است و هیو باور دارد که او بهترین شیرینی‌های پای را درست می‌کند.
کارلتون الیسس «کارل» ویزرد: پسری چاق، کم هوش، شکمو و خجالتی است. او یکی از بهترین و نزدیکترین دوست‌های جیمی است و در آزمایش‌هایش به او کمک می‌کند. کارل علاقه زیادی به لاما دارد و به خیلی از چیزها مثل گربه و لاک‌پشت آلرژی دارد. بعضی وقت‌ها دردسر درست می‌کند و در مواقع حساس نمی‌تواند تصمیم درست بگیرد.
شین جراردو استیوز: یکی از نزدیکترین و بهترین دوست‌های جیمی است. او پسری بیش فعال، خیالاتی و عاشق شخصیت رئیس بزرگ است. نام او از بازیگری به نام مارتین شین گرفته شده‌است.
سینتیا آرورا «سیندی» ورتکس: دومین بچه باهوش کلاس بعد از جیمی است. او همیشه با جیمی در کارهای مختلف مثل مسابقه توانایی‌های سگ‌ها، پرورش دادن گیاه و جمع کردن پول رقابت می‌کنند. سیندی و جیمی در ظاهر با هم دشمن هستند اما در واقع به همدیگر علاقه دارند.
لیبرتی دنیل «لیبی» فولفاکس: بهترین دوست سیندی و عاشق موسیقی است. او و سیندی همیشه با هم هستند. در ابتدای مجموعه، لیبی شخصیتی فرعی است اما در اواسط سریال به یکی از شخصیت‌های اصلی داستان تبدیل می‌شود. لباس و مدل موی او هم در اواسط مجموعه تغییر می‌کند.
نیکلاس «نیک» دین: یک شخصیت فرعی در کلاس جیمی است. او پسری با ظاهر خلاف و مورد علاقه اکثر بچه‌های کلاس است.